# Andrew Parker Bowles
Andrew Henry Parker Bowles (ur. 27 grudnia 1939) – brytyjski wojskowy, pierwszy mąż królowej małżonki Kamili, żony obecnego króla Wielkiej Brytanii Karola III, najstarszy syn Dereka Parker Bowlesa i Ann de Trafford, córki Humphreya de Trafford, 4. baroneta.

## Życiorys
Wykształcenie odebrał w Benedictine Ampleforth College i w Royal Military Academy Sandhurst. W 1960 roku wstąpił do Królewskiej Gwardii Konnej (Royal Horse Guards). W 1965 został adiutantem gubernatora Nowej Zelandii Bernarda Fergussona. 31 grudnia 1971 roku otrzymał awans na stopień majora. W 1972 roku rozpoczął służbę w Irlandii Północnej.
W 1973 roku poślubił podczas katolickiej ceremonii Camillę Shand (ur. 1947), córkę Bruce’a Shanda i Rosalind Cubitt, córki 3. barona Ashcombe. Andrew i Camilla doczekali się syna i córki:
- Thomasa Henry’ego Parker Bowlesa (ur. 1974)
- Laury Rose Parker Bowles (ur. 1979)

W latach 1979–1980 pełnił funkcję doradcy wojskowego lorda Christophera Soamesa, gubernatora Rodezji. 30 czerwca 1980 roku otrzymał awans na stopień podpułkownika. W latach 1981–1983 dowodził Dworskim Regimentem Kawalerii (Household Cavalary Mounted Regiment). W latach 1987–1990 pełnił funkcję "Silver Stick in Waiting" królowej Elżbiety II. 30 czerwca 1990 roku otrzymał awans na stopień brygadiera. Od 1991 służył w Korpusie Weterynaryjnym Armii Królewskiej (Royal Army Veterinary Corps). W 1994 odszedł z czynnej służby.
W 1995 roku rozwiódł się z Camillą i rok później poślubił swą wieloletnią kochankę oraz byłą żonę kapitana Johna Hugh Pitmana, Rosemary Pitman z domu Dickinson. Nie miał z nią dzieci. Oboje uczestniczyli 9 kwietnia 2005 w ślubie Camilli z ówczesnym księciem Walii Karolem. Rosemary zmarła 10 stycznia 2010 roku, w wieku 69 lat, z powodu raka.
Parker Bowles jest oficerem Orderu Imperium Brytyjskiego. Lubi grać w polo.